# Südmüritz
Südmüritz – gmina w Niemczech, w kraju związkowym Meklemburgia-Pomorze Przednie, w powiecie Mecklenburgische Seenplatte, wchodzi w skład związku gmin Amt Röbel-Müritz. Powstała 26 maja 2019 z połączenia gmin Ludorf i Vipperow. Do gminy należy południowo-zachodnia część jeziora Müritz.
Przez teren gminy przebiega droga krajowa B198.